# Cá nhám cào
Cá nhám cào (danh pháp khoa học: Eusphyra blochii) là một loài cá nhám búa, nằm trong họ Sphyrnidae. Loài cá nhám nhỏ đạt độ dài chỉ 1,9 m (6,2 ft) này có thân thon gọn, màu nâu-xám, với vây lưng dài, hình lưỡi liềm. Cái đầu búa của nó rộng khác thường, có khi bằng nửa chiều dài thân. Chưa rõ chức năng của cái đầu búa này, có lẽ nó giúp giác quan hoạt động tốt hơn. Khoảng cách lớn giữa hai mắt cho cá nhám cào tầm nhìn rộng, còn lỗ mũi trên rìa đầu búa có thể giúp nó phát hiện và lần theo mùi hương trong nước dễ dàng hơn. Cái đầu búa cũng làm mở rộng cơ quan Lorenzini và đường bên, hỗ trợ cho sự cảm điện và cảm thụ cơ khí.
Cá nhám cào sống trong vùng nước nông ven bờ miền trung và Ấn Độ-Thái Bình Dương, ăn cá xương, giáp xác, và chân đầu nhỏ. Nó đẻ con non thay vì trứng. Cá mẹ đẻ mỗi lứa 6-25 con non; tuỳ theo vùng, thời điểm trở dạ xảy ra từ tháng 2-6 sau khi mang thai 8–11 tháng. Loài cá nhám vô hại này thường được đánh bắt lấy thịt, vây, dầu gan cá, và làm bột cá. Liên minh Bảo tồn Thiên nhiên Quốc tế (IUCN) coi đây là loài nguy cấp, vì số lượng cá nhám cào giảm ở một số nơi do đánh bắt quá mức.